# James Acord
James Leroy Acord (n. 19 de octubre de 1944 - f. 9 de enero de 2011) fue un escultor estadounidense, que trabajó directamente con materiales radiactivos.
Intentó crear esculturas y eventos que diesen testimonio de la historia de la ingeniería nuclear y plantear preguntas sobre el almacenamiento a largo plazo de los residuos nucleares.
Durante 15 años vivió en Richland, Washington, la ciudad dormitorio de la reserva nuclear de Hanford, que durante un tiempo acogió nueve reactores nucleares y cinco complejos de procesamiento de plutonio y el sitio nuclear más contaminado en Estados Unidos. Su mayor ambición era construir un "Stonehenge nuclear" en un terreno muy contaminado de la zona en esa localidad, incorporando doce tubos de reactores reproductores.
Acord fue el único individuo privado en el mundo con licencia para poseer y manejar materiales radiactivos, y adquirió barras de combustible nuclear que contienen uranio empobrecido procedentes del terminado pero no activo reactor alemán SNR-300, para utilizarlas como material artístico. Tenía su número de licencia de manipulación de radiactivos tatuado en el cuello. Habló sobre arte y ciencia nuclear, tanto en los circuitos del arte como en eventos de la industria nuclear de EE. UU. y Reino Unido y ha organizó muchos foros que reunieron a artistas, activistas y expertos de la industria nuclear. 
Apareció en el The New Yorker, retratado por  Philip Schuyler en 1991·· y sirvió de inspiración para el personaje de Reever en The Book of Ash de James Flint.
Desde 1998 a 1999 fue artista residente del Imperial College London, una residencia apoyada por la organización The Arts Catalyst, y fundada por la Arts Council England y la Fundación Calouste Gulbenkian.
Se suicidó en Seattle el 9 de enero de 2011, a los 66 años de edad.